# Piet van Brechts

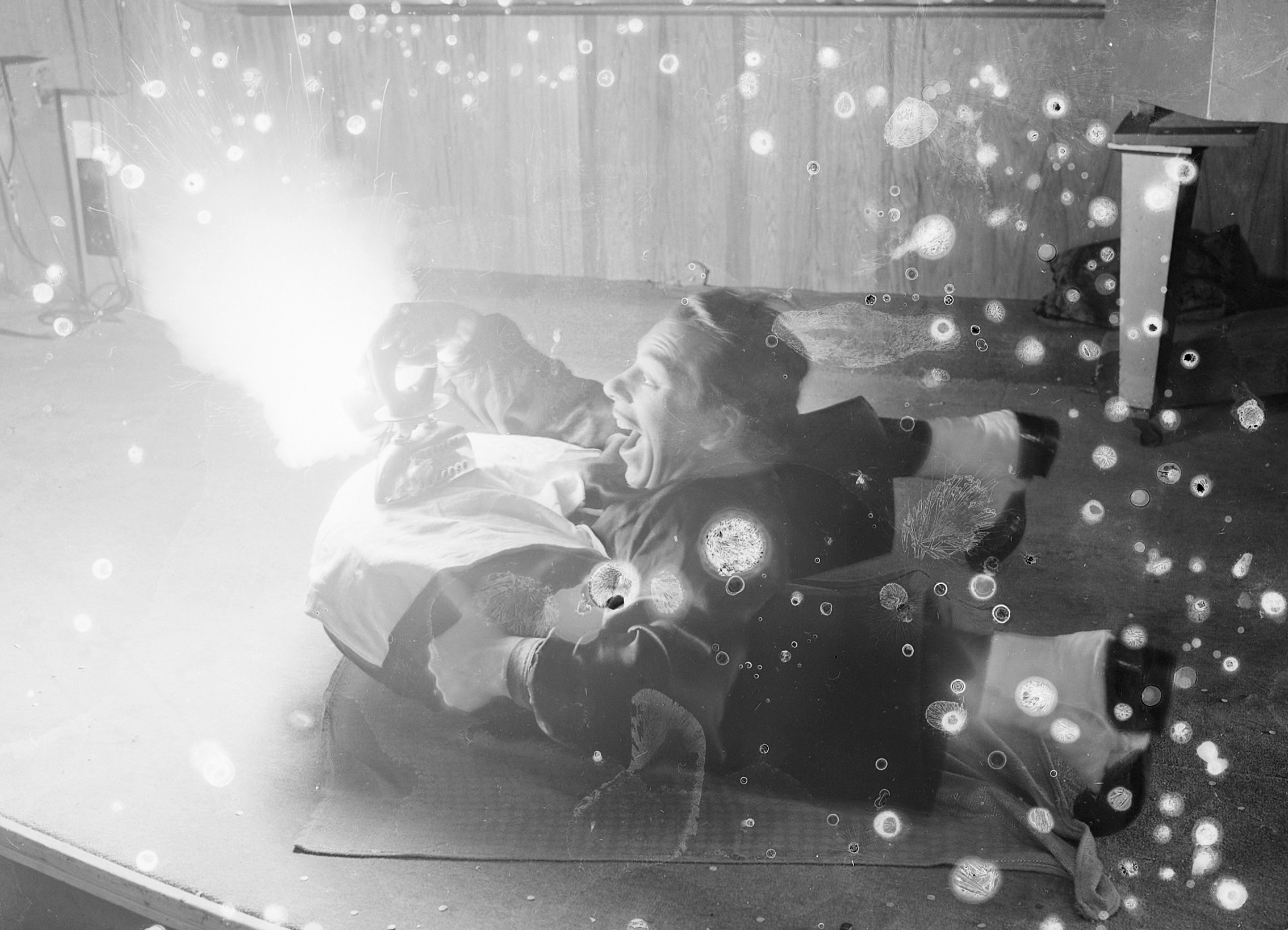
Piet van Brechts met strijkijzeract in 1950

Piet van Brechts, artiestennaam van Peter Paul Lambrechts  (Düsseldorf, 15 april 1913 - Zwolle, 26 maart 1993) was een Nederlandse contorsionist die optrad in revues. Hij combineerde contorsionisme, gymnastiek, muziek en goochelen in diverse komische variété-acts. Van Brechts was met name actief in Duitsland, Argentinië en de Verenigde Staten. Hij was tevens bekend onder de artiestennamen Piet Brechts (tot 1945) en Piet Von Brechts (in de Verenigde Staten).

## Carrière
In zijn jeugd zat van Brechts op een gymnastiekvereniging in zijn geboorteplaats Düsseldorf en ontdekte hij zijn lenigheid. Vanaf 1930 trad van Brechts op als acrobaat en contorsionist. 
Van 1937 tot 1939 maakte hij onderdeel uit van de Nationale Revue van Bob Peters, in gezamenlijke acts met Guus Brox en Dries Krijn. Daar leerde hij tevens de Nederlandse taal, tot dat moment sprak hij alleen Duits.
Gedurende de Tweede Wereldoorlog was van Brechts vanaf 1941 met name actief in Duitsland, en heeft hij zijn bekendste acts ontwikkeld. In 1942 was Brechts woonachtig in Frankfurt. Tussen maart 1945 en juni 1946 werkte hij in Zweden. In de periode 1948-1949 was hij werkzaam in Engeland.
Van Brecht heeft hierna een meerjarige tournee in Zuid-Amerika gedaan vanuit de standplaats Buenos Aires. Af en toe was hij in Nederland en verzorgde hij voorstellingen.
In 1956 maakte hij deel uit van het Amerikaanse Bill McGaw Motor Circus, die haar focus had op het tonen van auto stunts. Eind jaren 50 trad hij meerdere keren op in de Amerikaanse tv-show van Ed Sullivan.
Hij woonde vanaf eind jaren 1950 gedurende meerdere jaren in de Verenigde Staten, waar hij ook als goochelaar actief was. Circa 1960 verhuisde de gehele familie van Brechts naar de Verenigde Staten. In de 1973 verhuisde van Brechts weer naar Nederland. Daar was hij tot zijn overlijden in 1993 werkzaam als kunstschilder.

## Persoonlijk
Van Brecht is twee keer gehuwd geweest: van 1939 tot 1944 met Wilhelmina Aarnts, met wie hij in 1943 al niet meer samenleefde, en vanaf 1950 met Adriana Eillebrecht (1916-2017) Mevrouw Eillebrecht, beroepsmatig artiest. Met laatstgenoemde echtgenote had hij een dochter: Barbra. 
Van Brecht heeft in 1960 de Amerikaanse nationaliteit aangenomen, en heeft in 1977 de Nederlandse nationaliteit weer verkregen. 